# Ludwig Mühe
Ludwig Franz Josef Mühe (* 27. März 1891 in Speyer; † 21. Dezember 1958 in München) war ein deutscher Polizeidirektor und Befehlshaber der Ordnungspolizei beim Höheren SS- und Polizeiführer im Wehrkreis VII München.

## Leben
Ludwig Mühe trat am 1. Oktober 1910 in das 9. Bayerische Infanterie-Regiment „Wrede“ ein, wurde dort im August 1914 Kompanieführer und im Januar 1915 zur Flieger-Ersatz-Abteilung beim Flugplatz Schleißheim abkommandiert. Bei dieser Truppengattung brachte er es 1918 zum Stabsbildoffizier bei dem Kommando der Flieger. Im Mai 1919 schloss er sich dem Freikorps Epp an und kam im November 1919 zur Abwicklungsstelle des 9. Infanterie-Regiments. Mühe wechselte zur Polizei in München und wurde am 1. Oktober 1919 als Polizeioberleutnant übernommen. Dort stieg er bis zum Oberstleutnant der Schutzpolizei auf und war Referent für das Sachgebiet 24 (Angelegenheiten der Schutz- und Ordnungspolizei) in der Polizeiabteilung (Abteilung VI) des Staatsministeriums des Innern. 
Am 26. November 1937 beantragte Mühe die Aufnahme in die NSDAP und wurde rückwirkend zum 1. Mai desselben Jahres aufgenommen (Mitgliedsnummer 5.355.892). Im November 1939 zum Oberst der Schutzpolizei befördert, wurde er bis Mai 1941 als Kommandeur der Schutzpolizei Stuttgart abgeordnet, worauf er in derselben Funktion nach München zurückkehrte. 1943/1944 wurde er zur Aufnahme in der SS vorgeschlagen. Vom 1. Februar 1944 bis zum 30. April 1945 war er Befehlshaber der Ordnungspolizei beim HSSPF Süd im Wehrkreis VII München. Am 1. Juli 1944 wurde er zum Generalmajor der Polizei befördert. Bei dem Einmarsch der amerikanischen Truppen wurde er am 30. April 1945 verhaftet und am 24. Juni 1945 durch Beamte des Office of the U.S. Chief Counsel for the Prosecution of axis criminality verhört und vernommen. Über ein Entnazifizierungsverfahren sowie über seinen weiteren Lebensweg gibt die Quellenlage keine Aufschlüsse.